# Dangast
Dangast est un lieu situé au sud-ouest de la baie de Jade dans l'arrondissement de Frise, et un quartier de la ville de Varel. Dangast compte 545 habitants environ.

## Histoire
Le peintre expressionniste Karl Schmidt-Rottluff (Die Brücke) a séjourné dans le restaurant Haus Gramberg, anciennement Parkschloss, entre 1909 et 1912 pendant ses séjours de travail à Dangast. Son collègue Erich Heckel a séjourné dans la Hullmann'schen Haus voisine entre 1908 et 1910. La Maison Irmenfried, anciennement connue sous le nom de Villa Wobick, avec sa remarquable tour en bois démolie en 1921 et motif favori de Karl Schmidt-Rottluff, a été occupée par le peintre et photographe Willy Hinck (de) (1915-2002) à partir de 1950.
Un musée d'art a été créé dans la Sielstraße, dans la maison du peintre Franz Radziwill, qui y a vécu de 1923 à sa mort en 1983. Il a laissé derrière lui une œuvre considérable, allant de l'expressionnisme aux natures mortes véristes et au réalisme magique.
La peintre Trude Rosner-Kasowski a vécu à Dangast de 1946 à sa mort en 1970.
Dans et autour du Kurhaus, des artistes contemporains connus et moins connus tels que les élèves de Beuys, Anatol Herzfeld (de), Wilfried Gerdes et Eckart Grenzer (de) se sont fait remarquer avec toutes sortes d'œuvres.
Anatol Herzfeld a été régulièrement actif à Dangast, surtout dans les années 1970, et y a également créé le bateau en Tante Olga, qui a été amené à Cassel depuis le Kurhaus Strand pour la Documenta 6, en 1977, avec l'aide du capitaine Anton Tapken, frère du propriétaire et exploitant du Kurhaus, Karl-August Tapken.
En 1984, le sculpteur Eckart Grenzer (de) a fait en sorte que la station balnéaire de Dangast devienne un point de mire médiatique. Il a ciselé un phallus de 3,20 mètres de haut dans du granit, directement sur la plage, sous les yeux de nombreux spectateurs, sous le titre Rencontre des sexes. Son œuvre Friesendom, une sculpture à la mémoire des victimes des tempêtes passées et un mémorial à la menace constante de la mer sur la côte, a été inaugurée par le Premier ministre de Basse-Saxe de l'époque, Christian Wulff, en 2005.
Un parcours artistique commémore tous ces artistes et d'autres associés à Dangast depuis 2004[13].
Dangast est situé sur le chemin de schlptures Kunst am Deich (de). Le chemin de la sculpture a été créé lors de l'Expo 2000 et longe la piste cyclable le long de la digue de mer de Mariensiel (de) à Dangast. Les sept sculptures ont été réalisées lors d'un symposium de sculpture et ont été créées par sept artistes différents. Les sculptures représentent les sept jours de l'histoire de la création. La sculpture située à côté de la piste cyclable sur la haute rive de Dangast représente le 7e jour de la création.

## Galerie

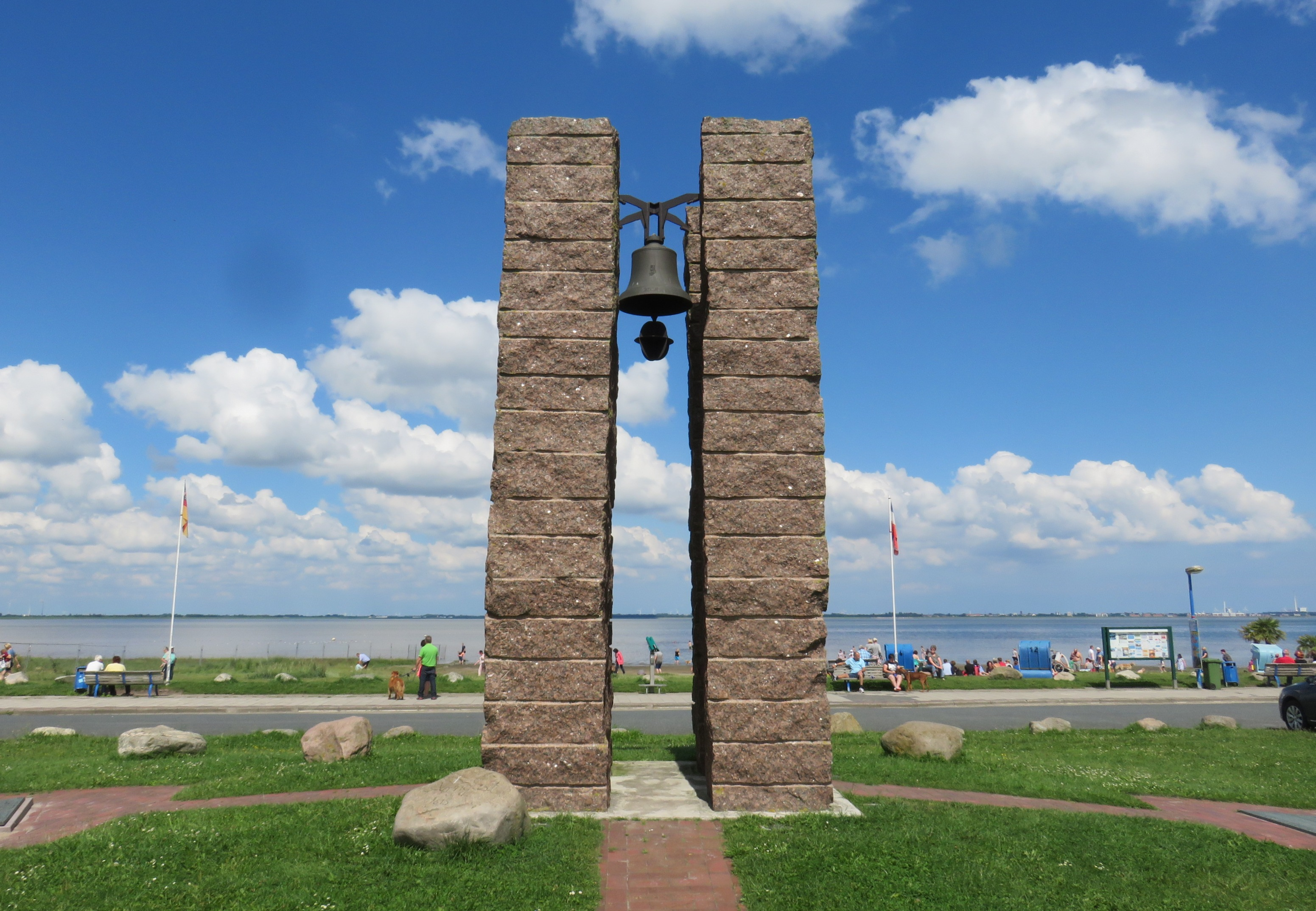
Le Friesendom, sculpture d'Eckart Grenzer à la mémoire des victimes des tempêtes passées
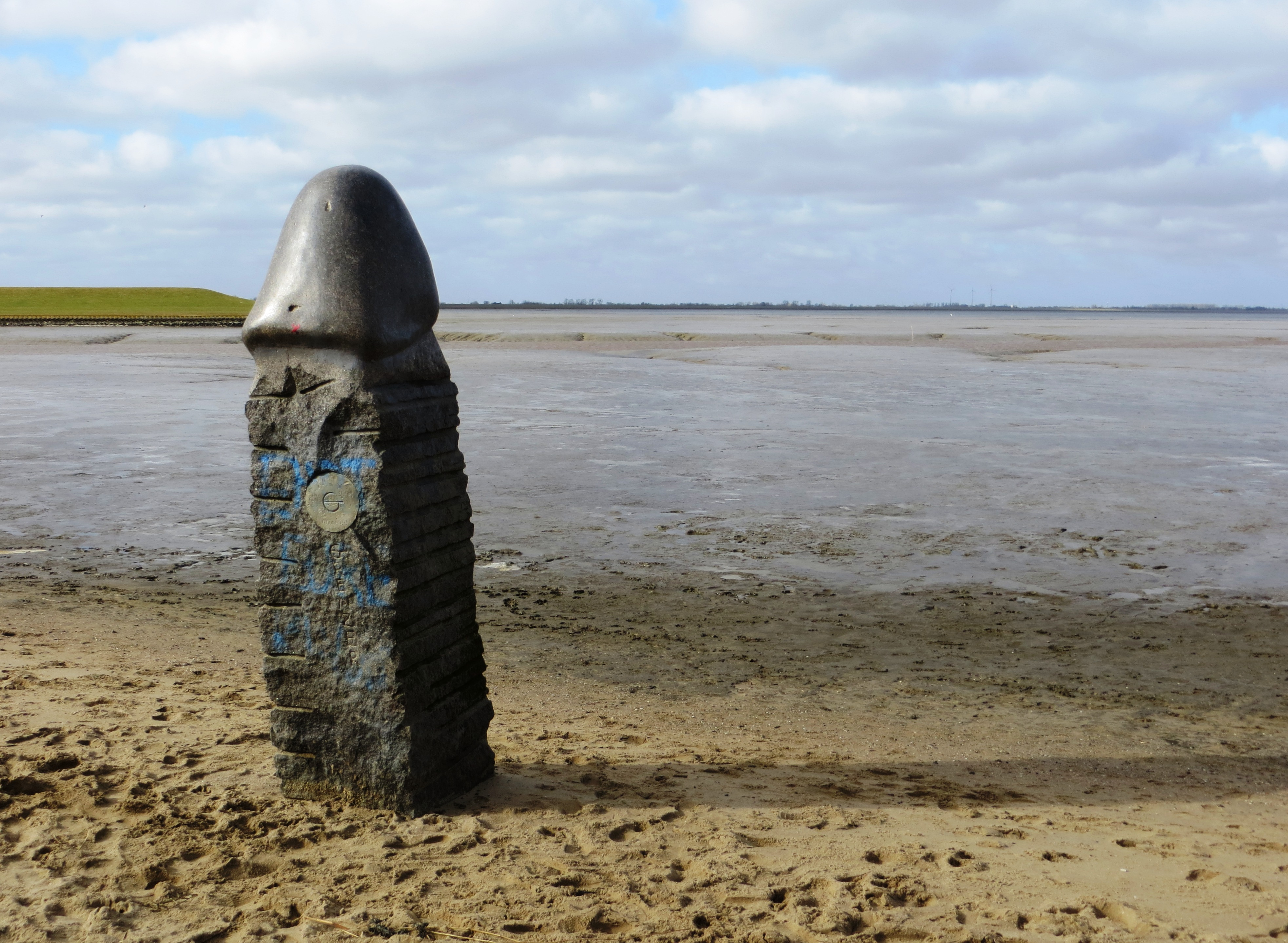
Rencontre des sexes d'Eckart Grenzer
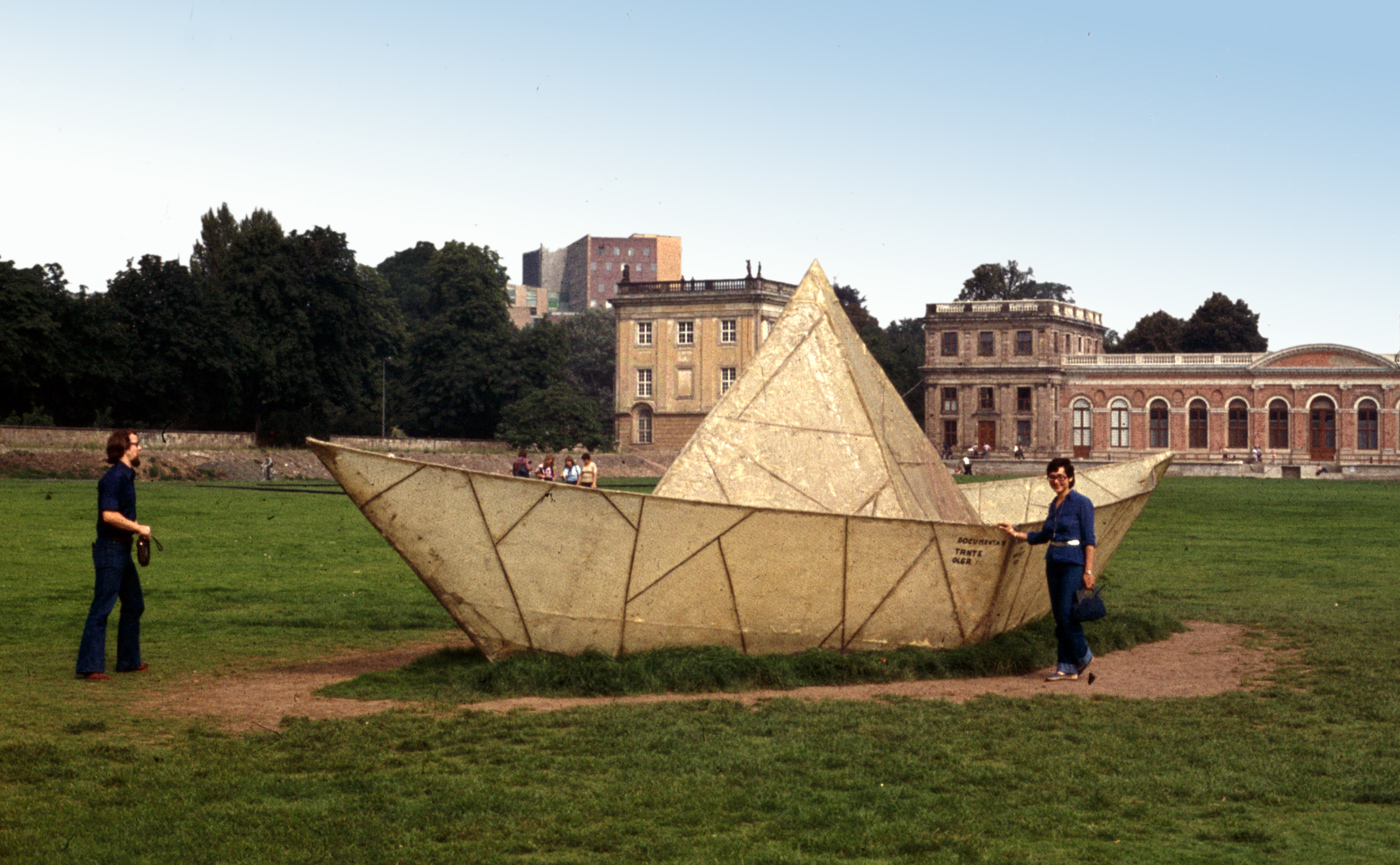
Le bateau Tante Olga à la documenta 6, conçu à Dangast

## Divers
- Sentier du Jade
- Informations touristiques en allemand pour Dangast